# 粗茎紫金牛
粗茎紫金牛（学名：Ardisia dasyrhizomatica），为报春花科紫金牛属下的一个植物种。